# 企業評価
企業評価（きぎょうひょうか）とは経営学用語の一つ。企業というものがどれほどの価値であるかということを、様々な立場から算出するということ。これは誰によって算出されるかによって評価が異なってくる。例えば株主によって企業評価が行われることとなれば、それは株式の時価総額などといった市場価値ということになるが、債権者によって行われるならば、それは企業が持っている資産の価値という形で異なってくる。他には企業の格付けをするということを業務としている会社による格付けも企業評価の基準であり、これが高評価をされたならば、このことを外部に対しての宣伝としても使うことができる。